# Curcuma porphyrotaenia
Curcuma porphyrotaenia là một loài thực vật có hoa trong họ Gừng. Loài này được Johan Baptist Spanoghe đặt tên khoa học đầu tiên năm 1841 (in năm 1842) dưới danh pháp Curcuma porphyrotanica theo tên viết tay trên bản thảo của Alexander Zippelius, nhưng không có mô tả khoa học kèm theo. Năm 1899, Karl Moritz Schumann đổi danh pháp thành Curcuma porphyrotaenia, do các danh pháp porphyrotanica và trong bản chép tay porphyrotenia đều không có nghĩa gì, trong khi đó porphyrotaenia có nghĩa là dải màu đỏ (như màu đá pofia/porphyry), hàm ý chỉ dải màu đỏ trên lá của loài này. Schumann công bố mô tả khoa học cho loài này năm 1904.

## Phân bố
Loài này có tại đảo Timor.

## Mô tả
Thân rễ vừa phải, sẫm màu. Thân cao 75–80 cm, gốc 3 bẹ tù, nhẵn nhụi. Lá có cuống dài 3–10 cm hình mác ngược thu nhỏ dần, nhọn thon. Phiến lá dài 20–35 cm, rộng 6-8,5 cm, hai mặt có sọc màu đỏ. Cuống cụm hoa 25–30 cm, gốc 3 bẹ. Cành hoa bông thóc dài 10–12 cm; lá bắc hoa hình gần tròn hoặc elip nhọn hoặc tù, như màng, nhẵn nhụi, có sọc, dài 4-4,5 cm, rộng 3-3,5 cm; lá bắc vô sinh 2 lần ngắn hơn và hẹp hơn, nhẵn nhụi; bầu nhụy màu vàng kim-vàng lụa, dài 4 mm; đài hoa hình ống-hình con quay, dài 8 mm, như màng, đáy rậm lông, phần còn lại nhăn, đỉnh có lông rung; thùy tràng lưng dạng nắp nhọn đột ngột, phần nhọn rậm lông.